# Caldeirão de Gundestrup

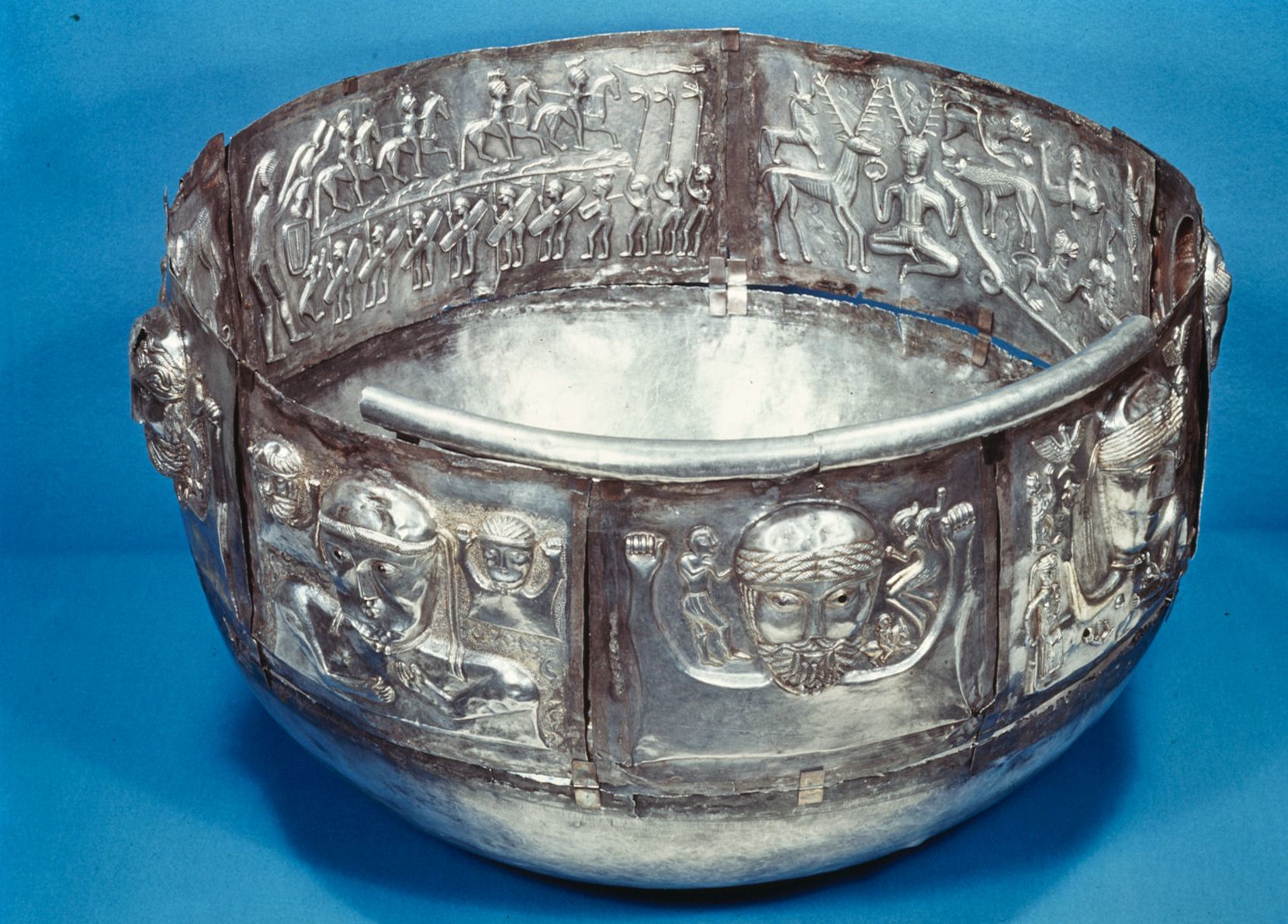
Caldeirão de Gundestrup

O caldeirão de Gundestrup é um vaso de prata ricamente decorado, datado entre 150 a.C. e 1 a.C.Isso o coloca no final do período La Tène ou no início da Idade do Ferro romana. O caldeirão é o maior exemplo conhecido de trabalho de prata europeu da Idade do Ferro. Foi encontrado desmontado, com as várias peças empilhadas dentro da base em 1891 em uma turfeira perto da aldeia de Gundestrup na paróquia de Aars em Himmerland [en], Dinamarca. O caldeirão se encontra em exibição no Museu Nacional da Dinamarca em Copenhague.
O caldeirão não está completo e consiste em um fundo arredondado em forma de taça que compõe a parte inferior do caldeirão, usualmente chamado de placa de base, sobre a qual estão cinco placas internas e sete externas; uma oitava placa externa faltante seria necessária para cercar o caldeirão, e apenas duas seções de uma borda arredondada no topo do caldeirão sobreviveram. A placa de base é na sua maioria lisa e sem decoração por dentro e por fora, além de um medalhão redondo decorado no centro do interior. Todas as outras placas são fortemente decoradas com trabalhos repuxados, martelados por baixo para empurrar a prata. Outras técnicas foram usadas para adicionar detalhes, e há um extenso douramento e algum uso de peças de vidro incrustadas para os olhos das figuras. Ao todo, o peso é de pouco menos de 9 kg.
Apesar de o navio ter sido encontrado na Dinamarca, provavelmente não foi feito lá ou nas proximidades; inclui elementos de origem gaulesa e trácia em sua metalurgia e imagens. As técnicas e elementos do estilo dos painéis se relacionam intimamente com outras pratas trácias, enquanto grande parte da representação, em particular das figuras humanas, se relaciona com os celtas, embora as tentativas de relacionar as cenas com a mitologia celta permaneçam controversas. Outros aspectos da iconografia derivam do Oriente Próximo.
A hospitalidade era uma obrigação para as elites celtas e, embora os caldeirões fossem um importante item de metalurgia de prestígio, eles geralmente são muito mais simples e menores do que o exemplar de Gunderstrup. Este é um objeto excepcionalmente grande e elaborado sem exemplo similar, exceto por um grande fragmento de um caldeirão de bronze também encontrado na Dinamarca, em Rynkeby. O caldeirão tem sido muito discutido por estudiosos e representa uma das mais fascinantemente complexas intersecções relativas a estilos artísticos na arte indo européia, além de representar  um grau incomum de narrativa para a arte celta, embora seja improvável que possamos entender completamente seus significados originais.